# 武藤晃子
武藤 晃子 (むとう あきこ、8月9日 - ) は、日本の女優である。愛称は「むっちゃん」。
株式会社bamboo所属。

## 人物・エピソード
- 趣味は歌、銭湯めぐり、おしゃべり。
- 2014年12月に第一子男児を出産。[1]

## 出演

### テレビドラマ
- ひまわり〜夏目雅子27年の生涯と母の愛〜（2007年9月、TBS） - タイムキーパー 役
- ABUアジア子どもドラマシリーズ2014「リトル・サムライ」（2014年7月、Eテレ） - 土田静香 役
- ザ・プレミアム「撃墜 3人のパイロット」（2014年8月、BSプレミアム） - 絹子 役
- Dr.倫太郎 第8話（2015年6月、日本テレビ） - 看護師 役
- 初森ベマーズ 第2話（2015年7月、テレビ東京） - 母親 役
- 青のSP―学校内警察・嶋田隆平―（2021年） - 尾崎靖代 役

### ウェブテレビ
- 減量ボクサー（2009年11月 - 2010年1月、BeeTV） - ホステス 役

### 映画
- 神と恩送り、（2025年9月5日公開予定） - 入谷 役[2]

### 舞台
- 舞台「おくりびと」（2010年6月、赤坂ACTシアター、シアターBRAVA!、御園座）
- 東京マハロ「おにもつ」（2010年9月、笹塚ファクトリー）
- FAKE STAR 1st skit「ザ・フォーリナー」（2010年12月、赤坂レッドシアター） - ベティ 役
- 武藤晃子プロデュース「く・ち・づ・け」（2011年2月、駅前劇場）
- 「遠ざかるネバーランド」（2011年5月、青山円形劇場）
- 東京マハロ「かみさまのにおい」（2011年8月、下北沢駅前劇場）
- 石井光三オフィスプロデュース「オーデュボンの祈り」（2011年10月、世田谷パブリックシアター 他）
- FAKE STAR 2nd skit「ザ・ナード」（2011年12月、中目黒キンケロシアター／インディペンデントシアター2nd）
- 東京マハロ「私がほしいカラダ」（2012年4月、下北沢駅前劇場）
- 同窓会&成人式スペシャル トーク・デ・ハッポウマニア2012（2012年5月、シアターGロッソ）
- 劇団たいしゅう小説家10周年記念特別公演 「五線紙の上のジェーン」（2012年6月、あうるすぽっと）
- 空想組曲「回廊」（2012年7月、下北沢  OFF・OFFシアター）
- 30-DELUX The Remake Theater「イエロー」（2012年11月、新国立劇場小劇場 他）
- LEMON LIVE vol.10「トリオ」（2013年2月、下北沢  OFF・OFFシアター）
- TEAM 発砲・B・JIN復活公演「ヒノダン」（2013年5月、本多劇場） - タカノ 役
- 「ピーターパン」（2013年7月、KAAT神奈川芸術劇場／東京国際フォーラム ホールC） - 迷子カーリー 役
- 30-DELUX The Remake Theater「デスティニー」（2013年11月、赤坂ACTシアター 他） - イリス 役
- 劇団ジュークスペース第9回公演「けんかとにおい」（2014年1月、中野ザ・ポケット）
- 太陽マジック第6回公演「センチュリープラント。」（2014年5月、ウッディーシアター中目黒）
- 30-DELUX「新版・義経千本桜」（2015年7月、サンシャイン劇場 他） - 若葉内侍 役
- 舞台「ちょっと今から仕事やめてくる」（2023年4月、シアター1010） - 声の出演[3]
- LEGEND STAGE PRODUCE「夕-ゆう-」（2023年6月30日 - 7月9日、シアターサンモール） - 宇津見緑 役[4]
- LEGEND STAGE PRODUCE「ナイトメアホスピタル 2024」（2024年2月22日 - 28日、シアター1010） - 英聖子 役[5]
- NIKKATSU×LEGENDSTAGE CINEMATIC STAGE「東京流れ者」（2024年3月30日 - 4月15日、京都劇場 他） - 如月乙葉 役[6]
- ダッドシューズ 2025（2025年3月、ヒューリックホール東京・COOL JAPAN PARK OSAKA） - マゼンダ 役[7]
- LEGENDSTAGE feat. カムカムミニキーナ「よろしく候〜BOTTOM OF HEART〜」（2025年6月26日 - 30日〈予定〉、シアター1010） - ホットマン / 坂本龍馬 役[8][9]